# Michail Michajlovič Romanov
Michail Michajlovič Romanov (16. října 1861, Petrohrad – 26. dubna 1929, Londýn) byl synem ruského velkoknížete Michaila Nikolajeviče a vnukem cara Mikuláše I.
Vyrůstal na Kavkazu, kde žil v letech 1862 až 1881 se svou rodinou, a byl vzděláván soukromými učiteli. Jak požadovala tradice Romanovců, věnoval se vojenské kariéře. V roce 1877 sloužil v rusko-turecké válce, stal se plukovníkem a byl pobočníkem u carského dvora. V roce 1891 se morganaticky oženil se Sofií z Merenbergu, morganatickou dcerou prince Mikuláše Viléma Nasavského a vnučkou ruského básníka Alexandra Sergejeviče Puškina. Protože se oženil bez svolení cara, zabavil ho Alexandr III. Alexandrovič všech jeho vojenských titulů a vykázal pár z Ruska.
Po několik let žil ve Wiesbadenu, Nassau a Cannes. Natrvalo se usadil v roce 1900 v Anglii, nejprve v Keele Hall ve Staffordshire a později v Kenwood House na předměstí Londýna. Stal se předním členem britské společnosti, jedna z jeho dcer se provdala za britského šlechtice a další za pravnuka královny Viktorie. S pádem ruské monarchie v roce 1918 ztratil své jmění. Tři z jeho bratrů byli zabiti bolševiky, on sám byl životem v zahraničí před ruskou revolucí zachráněn. Poslední roky života prožil za snížených podmínek s finanční pomocí svého zetě, sira Harolda Wernhera.

## Původ a mládí

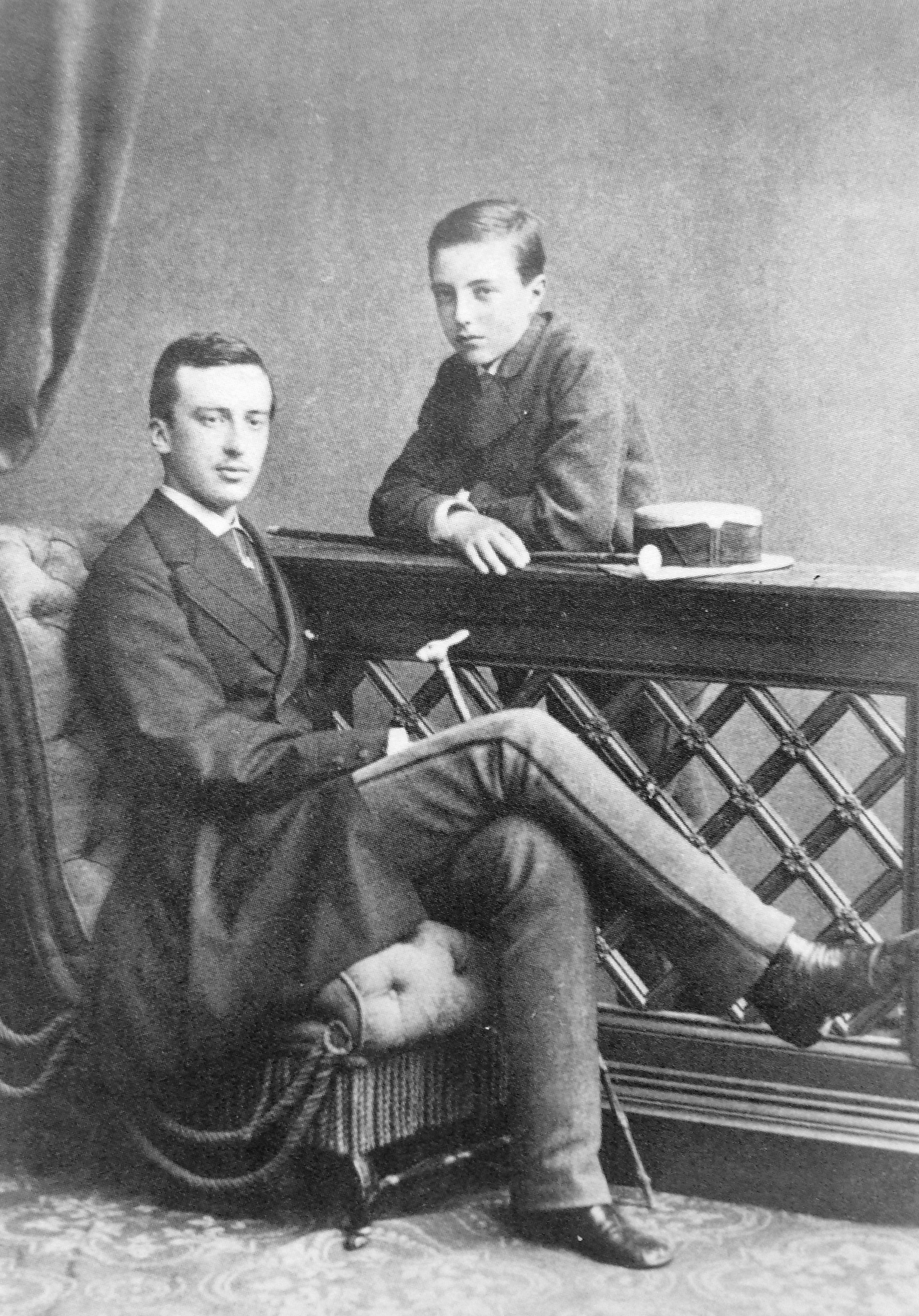
Velkokníže Michail (vpravo) se svým starším bratrem Nikolajem, Bádensko, 1876.

Velkokníže Michail Michajlovič se narodil 16. října 1861 v Petrodvorci jako třetí dítě a druhý syn ze sedmi potomků velkoknížete Michaila Nikolajeviče a jeho manželky Olgy Fjodorovny (rozené princezny Cecílie Bádenské).
Michailovi, v rodině známému jako Miche-Miche, byl rok, když se rodina při příležitosti jmenování jeho otce místokrálem Kavkazu přestěhovala do Tbilisi v Gruzii. Velkokníže Michail strávil své dětství a dospívání na Kavkazu, kde jeho rodina žila po dvacet let. Měl spartánskou výchovu, která zahrnovala spaní na armádních lůžkách a studené koupele. Vzděláván byl doma soukromými učiteli. Vztah s rodiči byl problematický. Jeho otec, zaměstnaný svým vojenským a vládním úsilím, mu zůstal vzdálenou postavou. Jeho náročná matka byla přísná autoritářka, která svým dětem neprojevovala náklonnost. Michail byl pro svou matku, která ho nepříznivě srovnávala s jeho inteligentnějším starším bratrem Nikolajem, zklamáním. Michail byl považován za nejméně nadaného ze sedmi dětí a jeho matka o něm hovořila jako o „hloupém“.
Během let na Kavkazu Michail vynikal v jezdectví a zahájil svou vojenskou kariéru. Jako mladý bojoval v rusko-turecké válce a stal se plukovníkem. Miloval vojenský život a sloužil v Egerského strážném pluku. V roce 1882, když mu bylo dvacet let, byl jeho otec jmenován předsedou rady ministrů a rodina se vrátila do Petrohradu. Michail byl povrchní a nijak zvlášť bystrý, byl ale vysoký a hezký. Stal se oblíbeným ve společenských kruzích v hlavním městě, trávil spoustu času nekonečnými večírky, tancem a hazardními hrami. Car Alexandr III. ho označoval za "blázna".

## Manželství

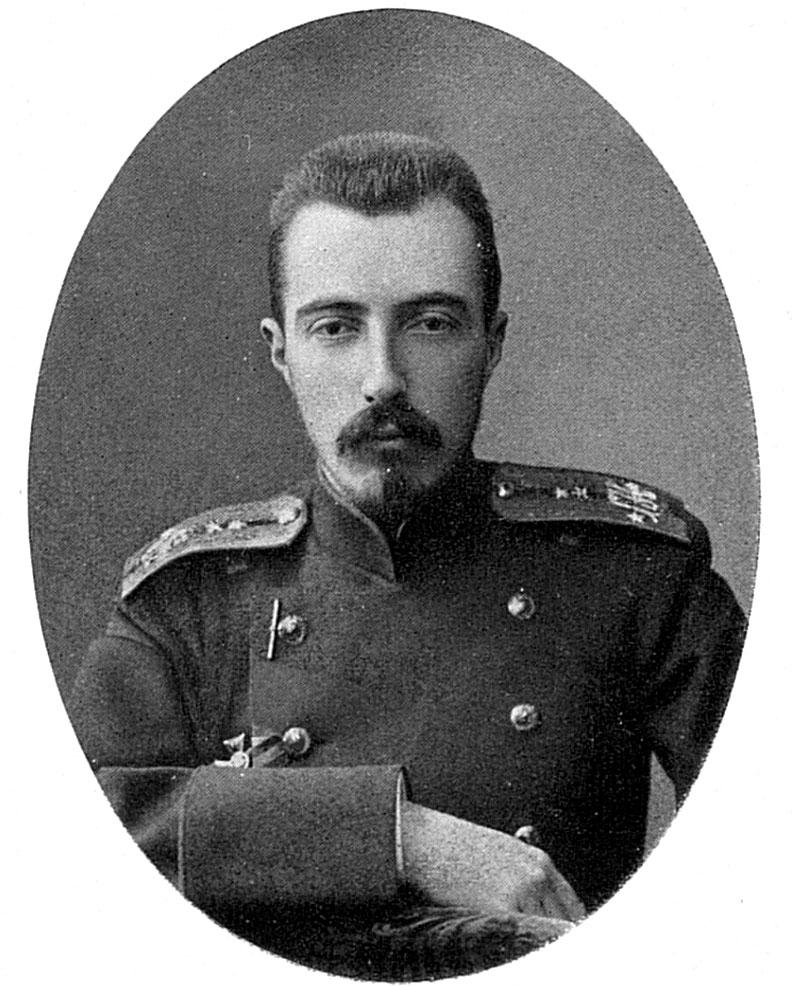
Velkokníže Michail Michajlovič Ruský v mládí.

Michail žil v Petrohradu se svými rodiči v Michajlovském paláci, ale hodlal se brzy oženit, a aby ubytoval svou očekávanou rodinu, nařídil stavbu velké rezidence v císařském hlavním městě. Stavba trvala v letech 1885 až 1891. Byl navržen architektem Maximilianem Messmacherem v neorenesančním stylu s předním vstupem na Nábřeží admirality 8. Budova byla na konec 19. století inovativní, měla plynovody, elektřinu a telefon. Velkoknížeti však nebylo souzeno tam žít. V době, kdy byla stavba dokončena, musel Michail odejít do exilu.
Na jaře 1886 velkokníže odjel do Londýna najít si manželku. S nabídkou neuspěl u princezny Marie z Tecku. Zatímco Mariina babička, vévodkyně z Cambridge, byla sňatku nakloněna, vévoda z Cambridge i Mariin otec vévoda z Tecku byli proti, považovali Romanovce za "notoricky špatné manžele".
Ještě téhož roku nabídl Michail manželství princezně Ireně Hesensko-Darmstadtské, ta však byla zamilovaná do svého bratrance Jindřicha Pruského a Michaila odmítla. V roce 1887 požádal o ruku princeznu Luisu, nejstarší dceru prince z Walesu. Přiznal jí však, že by ji nikdy nemohl milovat a tak byl potřetí odmítnut.

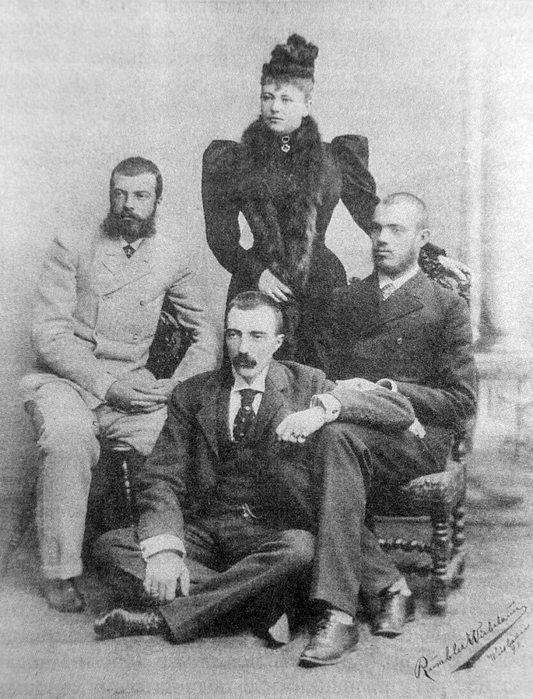
Velkokníže Michail, hraběnka Sofie, velkokníže Alexandr (vlevo) a velkokníže Sergej (vpravo), asi 1892.

Poté se pokusil oženit v rámci ruské šlechty, což způsobilo konfrontace s jeho rodiči. V roce 1888 měl poměr s kněžnou Walewskou. Později se zamiloval do hraběnky Kateřiny Nikolajevny Ignaťjevové (1869–1914), dcery bývalého ministra vnitra Nikolaje Pavloviče Ignaťjeva. Pokusil se získat povolení k sňatku s ní s tak šel s otcem za carem Alexandrem III. Jeho matka a carevna Marie Fjodorovna mu však sňatek s Kateřinou znemožnily. Olga Fjodorovna se proti nerovnému manželství vehementně postavila. "Tak otevřeně mě provokoval", napsala o svém synovi a zmínila jeho "nedostatek respektu, náklonnosti a pozornosti". Ke zničení vztahu se rodiče rozhodli poslat syna do zahraničí.
V Nice se Michail v roce 1891 zamiloval do hraběnky Sofie z Merenbergu, dcery prince Mikuláše Viléma Nasavského a jeho morganatické manželky Natálie Alexandrovny Puškinové, členky ruské nižší šlechty. Sofiin děd byl proslulý ruský spisovatel Alexandr Sergejevič Puškin. Michail se se Sofií seznámil, když ji zachraňoval z koně, který s ní utekl. Neobtěžoval se žádat o nezbytné povolení ke sňatku od cara nebo od rodičů, protože věděl, že mu nebude vyhověno. Sňatek se uskutečnil 26. února 1891 v Sanremo v Itálii.
Manželství bylo nejen morganatické, ale podle imperiálního rodového zákona také nelegální, navzdory nevěstiným dynastickým předkům z otcovy strany vyvolal sňatek u ruského dvora skandál. Velkokníže Michail byl zbaven své vojenské hodnosti a titulu pobočníka carského dvora. Bylo mu také zakázáno vrátit se do Ruska. Když se jeho matka o morganatickém manželství dozvěděla, zhroutila se a odcestovala vlakem na Krym, aby se zotavila. Brzy na to však zemřela na infarkt, z čehož byl Michail obviňován. Zúčastnit se matčina pohřbu mu nebylo dovoleno.

## Exil

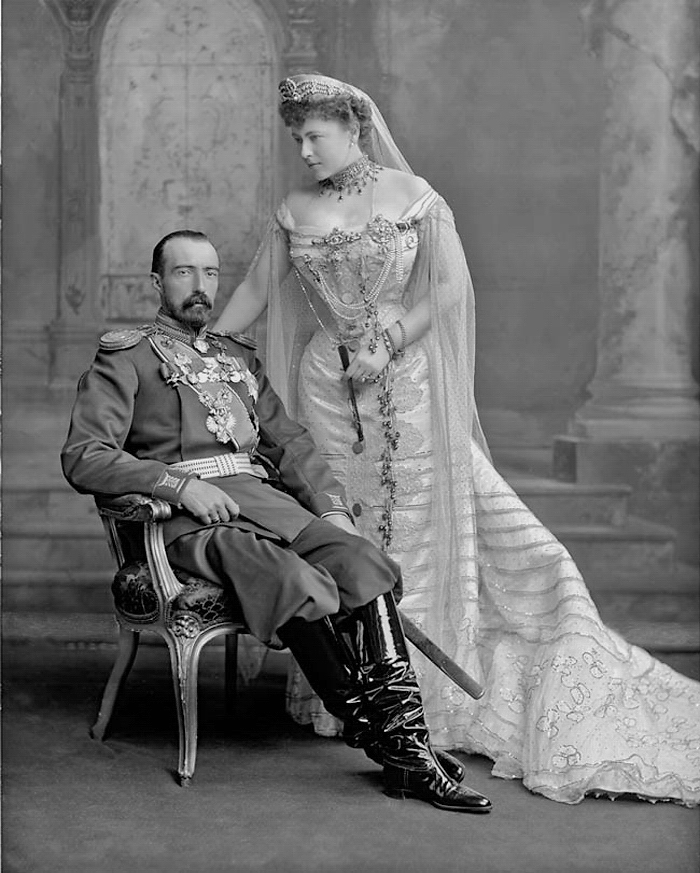
Velkokníže Michail Michajlovič Ruský a jeho manželka hraběnka Sofie de Torby. Fotograf studia Lafayette, Londýn, 1902. Velkokníže a jeho manželka jsou zde v ruských dvorních šatech – ty měli na sobě na korunovaci Eduarda VII. o dva dny dříve.

Kvůli nerovnému manželství musel Michail strávit zbytek života v exilu v Anglii, Francii a Německu. Jeho manželce její strýc Adolf Lucemburský udělil titul hraběnka z Terby. Pár žil zpočátku ve Wiesbadenu, ke se narodily dvě z jejich dětí. V roce 1899 se trvaleji usadili v Cannes, kde měli vilu Kazbek, pojmenovanou po gruzínské hoře. Žili v pohodlí: měli pět lokajů, komorníka, sluhu, služebnou, vychovatelku, pokojskou a šest kuchařů. Tento životní styl si mohli dopřát díky tomu, že byl Michail majitelem továrny poblíž Bordžomi (Gruzie), která stáčela minerální vodu. Velkokníže Michail se podílel na stavbě ruského kostela v Cannes a na pokládání základních kamenů pro hotely a kasina v této oblasti. Byl výborný golfista a pořádal se svou ženou večírky. Stali se prominentními postavami na mezinárodní scéně na Francouzské riviéře, kde se velkokníže stal znám jako „nekorunovaný král z Cannes“.
Rodina udržovala kontakty s britskou společností, v roce 1899 se objevila v časopise Country Life. V roce 1900 si velkokníže pronajal Keele Hall, vznešený dům ve Staffordshire, několik mil od města Newcastle-under-Lyme. Během deseti let, co tam žil, vstoupil do venkovské společnosti. Michail byl velmi potěšen, když mu městská rada Newcastle-under-Lyme koncem roku 1902 udělila vyznamenání Lord High Steward of the borough (lord vysoký správce městské části). V roce 1903 v Newcastle-under-Lyme odhalil sochu královny Viktorie. Byl také častým návštěvníkem North Berwicku, přímořského letoviska ve Skotsku. V červenci 1901 jej Eduard VII. jmenoval čestným rytířem královkého řádu Viktoriina.
Část roku Michail trávil ve své vile na jihu Francie. Velkokníže se stal zakladatelem a presidentem golfového klubu v Cannes, kde často hrával během zimní sezóny. Na jihu Francie často potkával své příbuzné, zejména sestru Anastázii, která vlastnila vilu poblíž té jeho. V roce 1903 měl Michailův otec mrtvici a odstěhoval se do Cannes. Starý velkokníže byl okouzlen svou snachou Sofií a svými vnoučaty. Přítomnost Michailova otce do Cannes také často přiváděla Michailova bratra Alexandra a jeho rodinu, později je následovali také další velkoknížata. Michail se v Cannes stýkal s dalšími členy královské rodiny, kteří také pobývali na Riviéře. Také finančně pomohl hotelu Carlton v Cannes.
Během rusko-japonské války Michail zřídil nemocnici pro zraněné ruské důstojníky. Někdy v té době si oholil vousy a přestal si barvit vlasy. Byl popisovaný jako rozený cílevědomý autokrat a přívrženec protokolu.

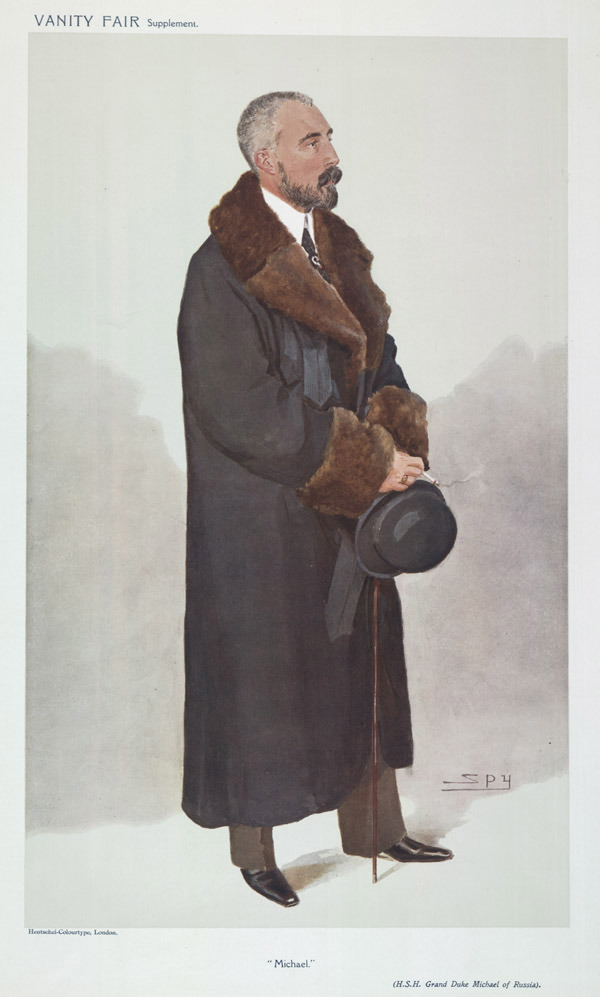
Michajlovič karikaturován Lesliem Wardem pro Vanity Fair, 1908

V roce 1908 Michail vydal román Never Say Die (Nikdy neříkej zemřít), o morganatickém manželství; napsal ho v rozhořčení nad tím, že nebyl vpuštěn zpět do Ruska. V předmluvě napsal: "Jelikož patřím k imperiální krvi a jsem členem jednoho z vládnoucích rodů, rád bych světu dokázal, jak špatné je myslet si – jak má většina lidstva sklon –, že jsme nejšťastnější bytosti na této zemi. Není pochyb o tom, že jsme dobře situováni, ale je bohatství jediným štěstím na světě?" Přestože Michail zůstal „oddaný“ Sofii, často se zamiloval do hezkých dívek.
Po smrti otce v Cannes 18. prosince 1909 bylo Michailovi dovoleno přijet do Ruska na jeho pohřeb; jeho žena s ním však odmítla jet, protože stále trpěla urážkami, které před mnoha lety kazily jejich manželství.
V roce 1909 velkokníže s rodinou opustil Keele a odstěhoval se do Hampsteadu, kde si dlouhodobě pronajal Kenwood House, jehož majitelem byl hrabě z Mansfieldu. Michail se stal presidentem obecné nemocnice v Hampsteadu, které daroval sanitku, a presidentem umělecké společnosti v Hampsteadu. Rodina žila v nádheře a užívala si privilegovaného postavení v britské společnosti. Každý rok Michail s manželkou navštěvovali krále Eduarda VII. na hradě Windsor nebo v Sandringham House a účastnili se obědů v Buckinghamském paláci.
Po smrti Eduarda VII. se velkokníže Michail, tlačen svou ženou, marně snažil získat pro ni britský titul. V roce 1912 napsal Jiří V. ruskému caru Mikulášovi II.: "ten dobrý blázen Michail, o kterém jsem si jistý, že tě nudí tolika křivdami jako mě." Mikuláš Jiřímu napsal, že ho velkokníže Michail požádal o svolení, aby jeho manželka mohla přijmout britský titul, a že souhlas dal, samozřejmě po podmínkou Jiřího souhlasu. Ve své odpovědi Jiří poukázal na to, že "nemám pravomoc udělit titul v Anglii cizímu subjektu a ještě více je to nemožné v případě ruského velkoknížete". Jiří zachmuřeně přijal, že se velkokníže dostaví, aby formálně požádal o titul své manželky, a dodal: „netěším se na náš rozhovor s žádným potěšením, protože se obávám, že nemám jinou možnost, než jeho žádost odmítnout“.
Nejen, že se jim nepodařilo získat titul pro Sofii, ale bylo ohroženo také postavení páru v britské společnosti, když si za svůj exil Anglii zvolil velkokníže Michail Alexandrovič, mladší bratr cara Mikuláše II., potom, co se morganaticky oženil. Příjezd dalšího a výše postaveného velkoknížete Michaila Alexandroviče do Anglie nepříjemně připomněl skandál, který se kdysi vázal na Michaila Michajloviče a jeho manželku. Výsledkem bylo, že v Kenwoodu nikdy nově příchozí nepřijali. Jejich odmítnutí otevřít páru své dveře znamenalo, že mnoho dalších v britské společnosti následovalo jejich příklad, takže velkovévoda Michail Alexandrovič a jeho manželka byli fakticky marginalizováni.
V září 1912 bylo Michailu Michajloviči umožněno na sté výročí bitvy u Borodina do Ruska, kde mu při té příležitosti byla navrácena hodnost čestného plukovníka.

## Pozdější roky

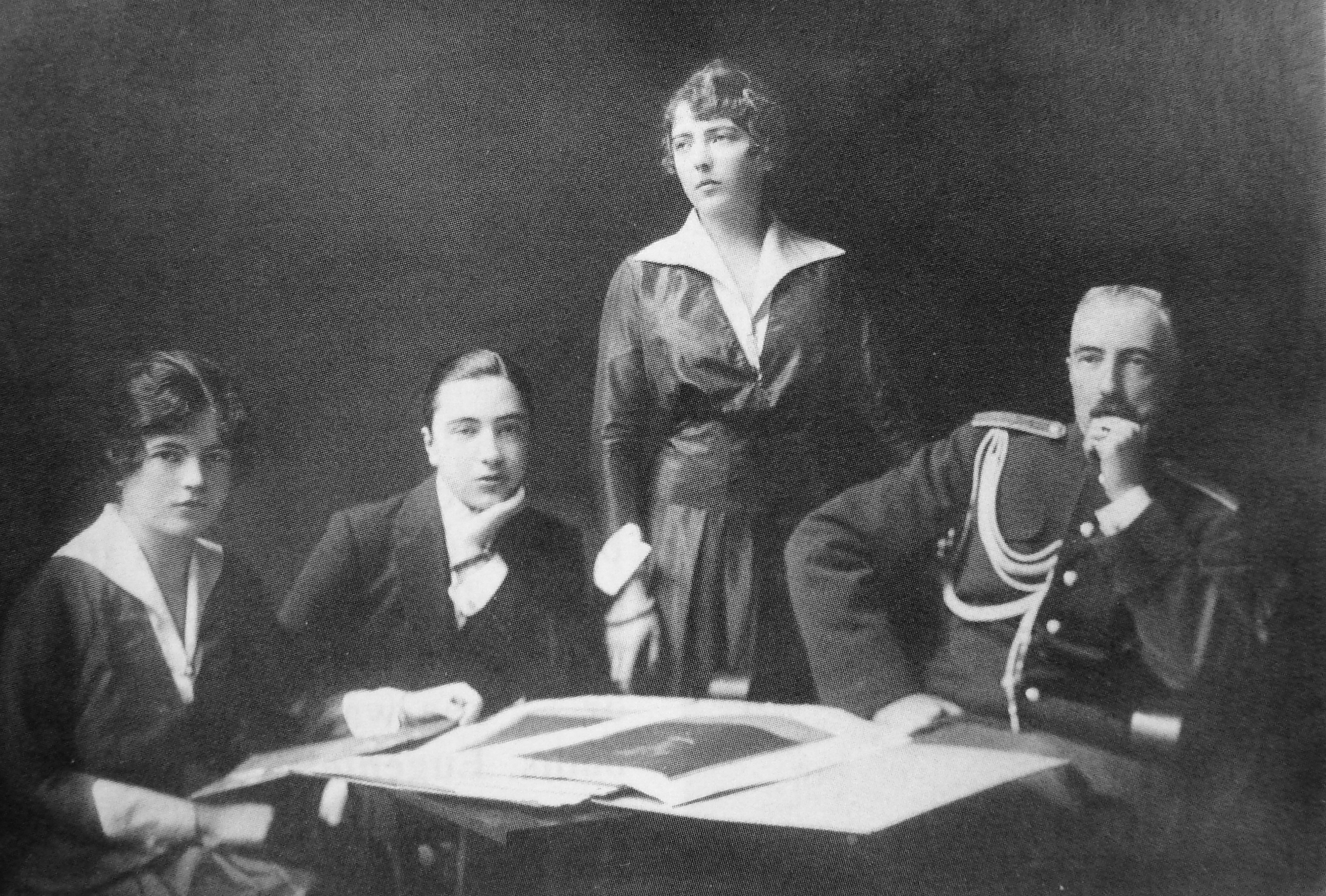
Velkokníže Michail Michajlovič Ruský (vpravo) se svými dětmi (zleva doprava), Naděžda, Michal a Anastázie de Torby.

Během první světové války byl Michail jmenován předsedou komise pro konsolidaci ruských rozkazů v zahraničí, ale bylo mu odepřeno povolení vrátit se do Ruska a sloužit s jeho ozbrojenými silami. Ve snaze pomoci své zemi působil jako ruský agent ve Francii. 31. října 1916 napsal caru Mikulášovi II., aby ho varoval, že britští tajní agenti v Rusku očekávají revoluci a že by měl uspokojit spravedlivé požadavky lidí, než bude příliš pozdě.
S koncem války a po ruské revoluci se finanční situace velkoknížete zhoršila. Přišel o značnou část svých peněz, které byly vázané s majetkem Romanovců. Musel se přestěhovat do skromnějšího domu na 3 Cambridge Gate v Regent's Park. Královský pár Jiří V. a Marie z Tecku mu však pomohl sumou 10.000 liber.
V roce 1916 se jeho mladší dcera Naděžda (Nada) provdala za George Mountbattena, staršího syna Ludvíka z Battenbergu a vnučky krkrálovny Viktorie, Viktorie Hesensko-Darmstadtské. Rodina Battenbergů byla morganatická, ale jejím členům bylo dovoleno užívat titul Jeho/Její Jasnost. Rok po svatbě Naděždy a George byl však anglické větvi Battenbergů udělen knížecí titul, a princ George, který se stal markýzem z Milford Havenu, přijal příjmení Mountbatten a nesl zdvořilostní titul hraběte, jeho manželka se stala známou jako hraběnka z Mediny.
Anastázie (Zia), starší Michailova dcera, se v roce 1917 provdala za sira Harolda Wernhera. Anastázie se vzdala svého vlastního titulu, aby přijala titul a hodnost hraběcí dcery. Wernher, protože byl extrémně bohatý, poskytoval značnou finanční podporu jejím rodičům, čímž zmírňoval ztrátu příjmů z Michailových carských statků.
Michailův syn, Michal de Torby (v rodině známý jako Boy Torby) přišel o zaměstnání a přišel k rodině bydlet, ale vztah byl těžký, v neposlední řadě proto, že Boy trpěl opakující se formou deprese. Mezi těmito záchvaty se snažil být malířem. Jakmile světová válka skončila, Michail Michajlovič a jeho manželka se vrátili do Cannes. Poté, co se objevily zprávy o vraždách tolika blízkých příbuzných, mnoho lidí si myslelo, že je Michail nevyrovnaný. Stal se hrubým a vznětlivým.
V roce 1925 se stal velkokníže tak nepříjemným, že ho jeho zeť Harold považoval za „dokonale šíleného“. 4. září 1927 zemřela ve věku padesáti devíti let Michailova manželka. Král Jiří V. mu napsal kondolenční dopis a princ z Walesu se zúčastnil pohřbu. V listopadu se velkokníže podle Harolda opět choval dobře, protože už neměl svou ženu, se kterou by se mohl hádat. Přežil ji o méně než dva roky. Velkokníže Michail se nakazil chřipkou a 26. dubna 1929 v Londýně ve věku šedesáti sedmi let zemřel. Pohřben byl se svou manželkou na hřbitově v Hampsteadu.

## Potomci
Velkokníže Michail měl se svou manželkou, hraběnkou z Torby, tři děti:
- Anastázie de Torby (Zia) (9. září 1892 – 7. prosince 1977), hraběnka de Torby, ⚭ 1917 Harold Augustus Wernher (16. ledna 1893 – 30. června 1973)
- Maděžda de Torby (Nada) (28. března 1896 – 22. ledna 1963), hraběnka de Torby, ⚭ 1916 George Mountbatten (6. listopadu 1892 – 8. dubna 1938), 2. markýz z Milford-Havenu
- Michal de Torby (Boy) (8. října 1898 – 8. května 1959), hrabě de Torby, svobodný a bezdětný

## Vývod z předků
|                             |                              |  |                             |                                            |  |  |  |  |  |  |  | Petr III. Ruský |
|                             |                              |  |                             |                                            |  |  |  |  |  |  |  |                 |
|                             | Pavel I. Ruský               |  |                             |                                            |  |  |  |  |  |  |  |                 |
|                             |                              |  |                             |                                            |  |  |  |  |  |  |  |                 |
|                             |                              |  |                             | Kateřina II. Veliká                        |  |  |  |  |  |  |  |                 |
|                             |                              |  |                             |                                            |  |  |  |  |  |  |  |                 |
|                             | Mikuláš I. Pavlovič          |  |                             |                                            |  |  |  |  |  |  |  |                 |
|                             |                              |  |                             |                                            |  |  |  |  |  |  |  |                 |
|                             |                              |  |                             | Fridrich II. Evžen Württemberský           |  |  |  |  |  |  |  |                 |
|                             |                              |  |                             |                                            |  |  |  |  |  |  |  |                 |
|                             | Žofie Dorota Württemberská   |  |                             |                                            |  |  |  |  |  |  |  |                 |
|                             |                              |  |                             |                                            |  |  |  |  |  |  |  |                 |
|                             |                              |  |                             | Bedřiška Braniborsko-Schwedtská            |  |  |  |  |  |  |  |                 |
|                             |                              |  |                             |                                            |  |  |  |  |  |  |  |                 |
|                             | Michail Nikolajevič Ruský    |  |                             |                                            |  |  |  |  |  |  |  |                 |
|                             |                              |  |                             |                                            |  |  |  |  |  |  |  |                 |
|                             |                              |  |                             | Fridrich Vilém II.                         |  |  |  |  |  |  |  |                 |
|                             |                              |  |                             |                                            |  |  |  |  |  |  |  |                 |
|                             | Fridrich Vilém III.          |  |                             |                                            |  |  |  |  |  |  |  |                 |
|                             |                              |  |                             |                                            |  |  |  |  |  |  |  |                 |
|                             |                              |  |                             | Frederika Luisa Hesensko-Darmstadtská      |  |  |  |  |  |  |  |                 |
|                             |                              |  |                             |                                            |  |  |  |  |  |  |  |                 |
|                             | Šarlota Pruská               |  |                             |                                            |  |  |  |  |  |  |  |                 |
|                             |                              |  |                             |                                            |  |  |  |  |  |  |  |                 |
|                             |                              |  |                             | Karel II. Meklenbursko-Střelický           |  |  |  |  |  |  |  |                 |
|                             |                              |  |                             |                                            |  |  |  |  |  |  |  |                 |
|                             | Luisa Meklenbursko-Střelická |  |                             |                                            |  |  |  |  |  |  |  |                 |
|                             |                              |  |                             |                                            |  |  |  |  |  |  |  |                 |
|                             |                              |  |                             | Frederika Hesensko-Darmstadtská            |  |  |  |  |  |  |  |                 |
|                             |                              |  |                             |                                            |  |  |  |  |  |  |  |                 |
| Michail Michajlovič Romanov |                              |  |                             |                                            |  |  |  |  |  |  |  |                 |
|                             |                              |  |                             |                                            |  |  |  |  |  |  |  |                 |
|                             |                              |  | Fridrich Bádensko-Durlašský |                                            |  |  |  |  |  |  |  |                 |
|                             |                              |  |                             |                                            |  |  |  |  |  |  |  |                 |
|                             | Karel Fridrich Bádenský      |  |                             |                                            |  |  |  |  |  |  |  |                 |
|                             |                              |  |                             |                                            |  |  |  |  |  |  |  |                 |
|                             |                              |  |                             | Amálie Nasavsko-Dietzská                   |  |  |  |  |  |  |  |                 |
|                             |                              |  |                             |                                            |  |  |  |  |  |  |  |                 |
|                             | Leopold I. Bádenský          |  |                             |                                            |  |  |  |  |  |  |  |                 |
|                             |                              |  |                             |                                            |  |  |  |  |  |  |  |                 |
|                             |                              |  |                             | Ludvík Jindřich Filip Geyer von Geyersberg |  |  |  |  |  |  |  |                 |
|                             |                              |  |                             |                                            |  |  |  |  |  |  |  |                 |
|                             | Luisa Karolina z Hochbergu   |  |                             |                                            |  |  |  |  |  |  |  |                 |
|                             |                              |  |                             |                                            |  |  |  |  |  |  |  |                 |
|                             |                              |  |                             | Maxmiliána Kristýna von Sponeck            |  |  |  |  |  |  |  |                 |
|                             |                              |  |                             |                                            |  |  |  |  |  |  |  |                 |
|                             | Cecílie Bádenská             |  |                             |                                            |  |  |  |  |  |  |  |                 |
|                             |                              |  |                             |                                            |  |  |  |  |  |  |  |                 |
|                             |                              |  |                             | Gustav III. Švédský                        |  |  |  |  |  |  |  |                 |
|                             |                              |  |                             |                                            |  |  |  |  |  |  |  |                 |
|                             | Gustav IV. Adolf             |  |                             |                                            |  |  |  |  |  |  |  |                 |
|                             |                              |  |                             |                                            |  |  |  |  |  |  |  |                 |
|                             |                              |  |                             | Žofie Magdalena Dánská                     |  |  |  |  |  |  |  |                 |
|                             |                              |  |                             |                                            |  |  |  |  |  |  |  |                 |
|                             | Žofie Vilemína Švédská       |  |                             |                                            |  |  |  |  |  |  |  |                 |
|                             |                              |  |                             |                                            |  |  |  |  |  |  |  |                 |
|                             |                              |  |                             | Karel Ludvík Bádenský                      |  |  |  |  |  |  |  |                 |
|                             |                              |  |                             |                                            |  |  |  |  |  |  |  |                 |
|                             | Frederika Dorotea Bádenská   |  |                             |                                            |  |  |  |  |  |  |  |                 |
|                             |                              |  |                             |                                            |  |  |  |  |  |  |  |                 |
|                             |                              |  |                             | Amálie Hesensko-Darmstadtská               |  |  |  |  |  |  |  |                 |
|                             |                              |  |                             |                                            |  |  |  |  |  |  |  |                 |